# Dąbki (województwo wielkopolskie)
Dąbki – wieś w Polsce położona w województwie wielkopolskim, w powiecie pilskim, w gminie Wyrzysk. Pałac neobarokowy z końca XIX wieku.
W latach 1975–1998 miejscowość administracyjnie należała do województwa pilskiego.

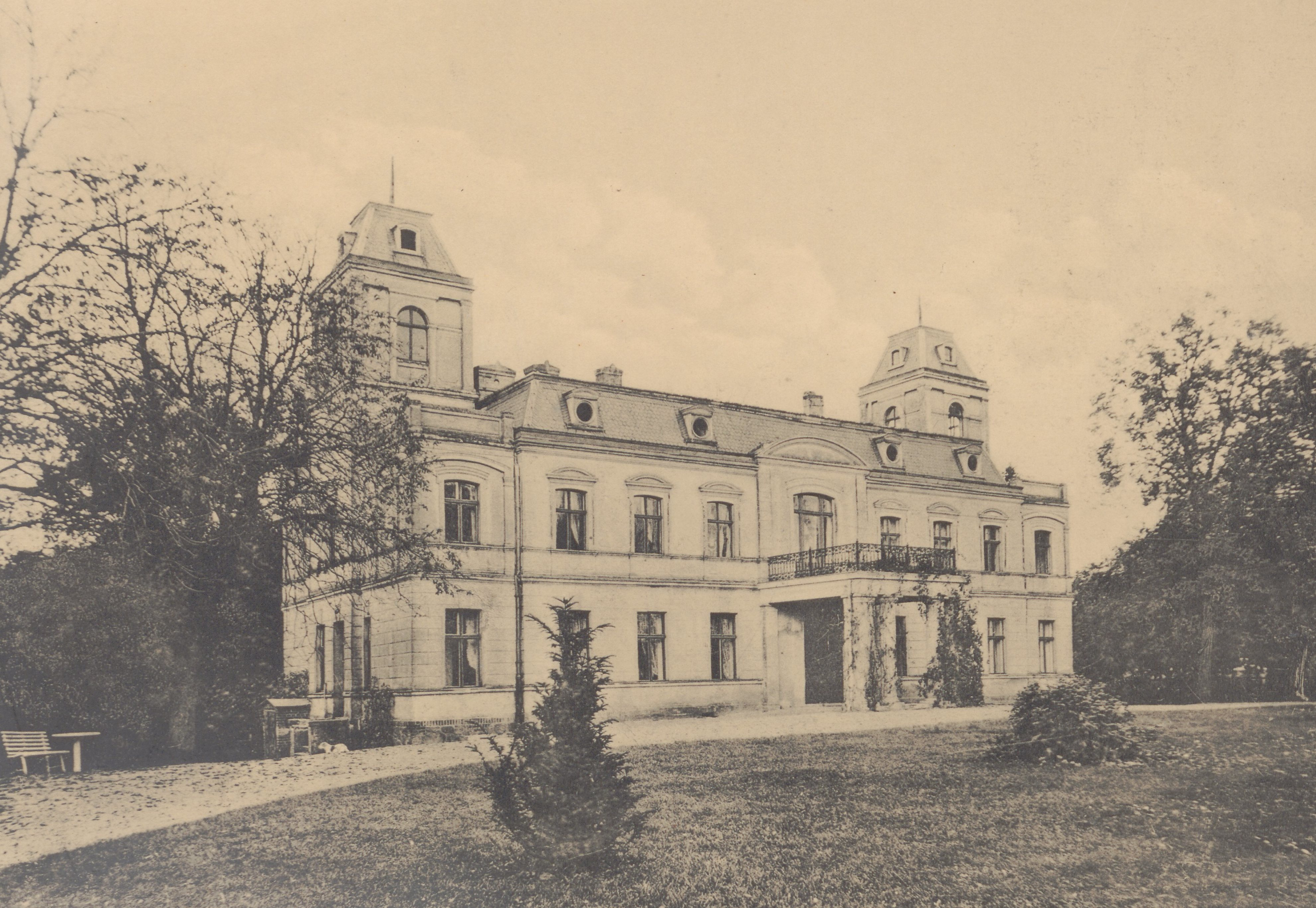
Widok pałacu przed 1912